# Budynek szkoły polskiej w Unieszewie
Budynek szkoły polskiej w Unieszewie – drewniany budynek wybudowany w 1931 roku, na potrzeby polskiej szkoły, funkcjonującej w Unieszewie (wtedy Sząfałd) w latach 1929–1939. Obecnie dom mieszkalny.

## Budynek
Budynek szkoły w Unieszewie ma konstrukcję drewnianą. Obecnie funkcjonuje jako dom mieszkalny. Do rejestru zabytków wpisany został 30 września 1985 roku.

## Historia
Na Warmii, która po I wojnie światowej znalazła się w granicach Prus Wschodnich istniały duże skupiska ludności polskiej, kultywujących polską kulturę, tradycje i zwyczaje. W związku z powyższym istniała potrzeba utworzenia w regionie szkół z polskim nauczaniem. Po kilku latach starań u lokalnych urzędników niemieckich oraz w pruskim parlamencie udało się otworzyć cztery pierwsze placówki, gdzie wykładany był język polski. Jedna z nich powstała w 1926 roku w Unieszewie.
Na mocy Ordynacji dotyczącej uregulowania szkolnictwa dla mniejszości polskiej uchwalonej 31 grudnia 1928 roku przez rząd pruski tworzenie polskich szkół ostatecznie stało się możliwe. W roku 1929 do wsi przybył nauczyciel Bolesław Jeziołowicz i objął miejscową szkołę, która wraz z nowym rokiem szkolnym, zaczynającym się po Wielkanocy stała się polską szkołą, jako jedna z czterech pierwszych polskich szkół w regionie. Wielki udział w tym wydarzeniu mieli mieszkańcy Unieszewa, którzy pozytywnie odnieśli się do tej inicjatywy.
Lekcje prowadzone były w jednym z prywatnych domów. W związku z dużą liczbą uczniów narastała potrzeba wybudowania budynku szkolnego. Ukończono go w 1931 roku. W nowym budynku nauczanie polskich dzieci trwało aż do wybuchu wojny. W 1935 roku pierwszy kierownik polskiej szkoły w Unieszewie – Jeziołowicz – został oskarżony o polską agitację i pozbawiony praw nauczycielskich przez władze niemieckie. Ostateczne „rozliczenie się” Niemców z pedagogiem poprzedziły liczne ataki organizacji i władz niemieckich. Kierownictwo w szkole przejął polski nauczyciel Jan Maza.
Wraz z wybuchem wojny Niemcy zamknęli placówkę. Oficjalny komunikat uzasadniający zamknięcie szkoły w Unieszewie i innych polskich szkół w Niemczech, inspektorat szkolny w Olsztynie rozesłał w dniu 4 października 1939 roku: Stosownie do rozporządzenia ministra spraw wewnętrznych zamknięte zostają do odwołania wszystkie polskie szkoły mniejszości narodowej. Wszystkie dzieci w wieku szkolnym należy przenieść do szkół niemieckich.

### Kierownicy szkoły
- 1929-1935: Bolesław Jeziołowicz
- 1935-1939: Jan Maza

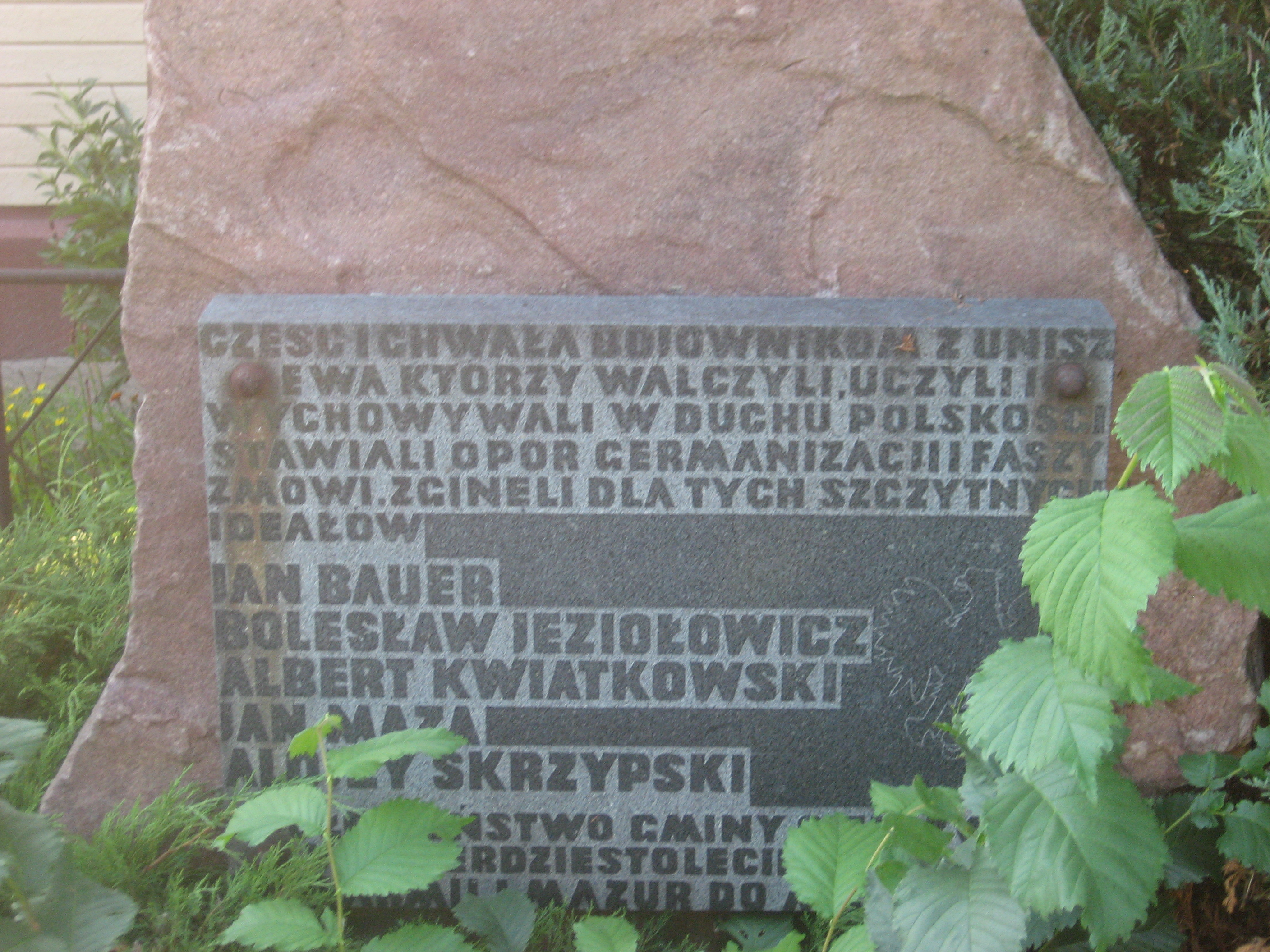
Obelisk stojący przed budynkiem szkoły, upamiętniający przedwojennych polskich nauczycieli

Obaj kierownicy szkoły polskiej w Unieszewie zostali zamordowani przez Niemców. Bolesław Jeziołowicz został rozstrzelany po wkroczeniu okupanta do Bydgoszczy, a Jan Maza został zamordowany przez hitlerowców w obozie w Hohenbruch, w pobliżu Królewca.